# 里约热内卢地铁4号线
里约热内卢地铁4号线（葡萄牙語：Linha 4 do Metrô do Rio de Janeiro）是巴西里约热内卢的一条地铁线。
4号线于2016年7月30日通车。线路连接西部地区的Barra da Tijuca至伊帕内玛。全部车站位于地下。线路采用了中国长春客车厂所制造的车辆。